# Marta Kauffman
Marta Fran Kauffman (21 de septiembre de 1956) es una escritora y productora de televisión estadounidense. Es más conocida como la cocreadora y productora ejecutiva, de la serie de televisión Friends (1994-2004), junto con David Crane y Kevin S. Bright, respectivamente. Crane y Kauffman también produjeron Veronica's Closet (serie protagonizada por Kirstie Alley) y Jesse (protagonizada por Christina Applegate).
Además, fue productora ejecutiva de Related. Entre 2005 y 2006 fue la productora ejecutiva en Related, una comedia dramática estadounidense. Ambos autores, a su vez, fueron creadores de la serie de HBO de 1990 Dream On.
Kauffman asistió a la secundaria Marple Newtown, la cual está localizada cerca de Filadelfia, y dirigió la obra escolar "Our Town", en 1974.
Luego, fue estudiante de la Universidad Brandeis y recibió su BA (Bachiller de Arte) en teatro en el año 1978. Desde el 2005 vivía con su esposo, Michael Skloff, (compositor del tema original de Friends) en Los Ángeles, aunque se divorciaron en 2015. Kauffman tiene tres hijos, Hannah, Sam y Rose.

## Filmografía
| Año       | Título                                                                 | Rol                                                | Notas adicionales |
| --------- | ---------------------------------------------------------------------- | -------------------------------------------------- | --- |
| 1987      | Everything's Relative                                                  | escritora                                          | 1987: escritora (1 episodio) |
| 1990-1996 | Dream On                                                               | Cocreadora, escritora, productora                  | 1990-1996: escritora, productora |
| 1991      | Sunday Dinner                                                          | Escritora                                          | 1991: escritora (1 episodio) |
| 1992-1993 | The Powers That Be                                                     | Cocreadora                                         | |
| 1993      | Family Album                                                           | Cocreadora                                         | |
| 1994      | Couples (película para televisión)                                     | Escritora                                          | Productora asociada |
| 1994-2004 | Friends                                                                | Cocreadora, productora ejecutiva, escritora, extra | 1994-2004: productora ejecutiva, escritora (1995-1996), actriz (en un episodio sin acreditar, interpretando a una directora de casting) |
| 1997-2000 | Veronica's Closet                                                      | Cocreadora, productora ejecutiva                   | 1997-2000: productora ejecutiva |
| 1998-2000 | Jesse                                                                  | Productora ejecutiva                               | 1998-2000: productora ejecutiva |
| 2005-2006 | Related                                                                | Productora ejecutiva                               | 2005-2006: productora ejecutiva |
| 2007      | Gifted (película para televisión)                                      | Productora ejecutiva                               | |
| 2008      | Blessed Is the Match: The Life and Death of Hannah Senesh (documental) | Productora ejecutiva                               | |
| 2010      | Independent Lenses                                                     | 2010: productora ejecutiva                         | |
| 2011      | Five (película para televisión)                                        | Creadora                                           | |
| 2012      | Hava Nagila: The Movie (documental)                                    | Productora                                         | |
| 2013      | Call Me Crazy: A Five Film                                             | Creadora, productora ejecutiva                     | |
| 2015      | Grace & Frankie                                                        | Cocreadora, productora ejecutiva                   | Junto con Howard J. Morris |